# Ciężki gnój
Ciężki gnój – drugi studyjny album polskiej formacji hip-hopowej Gang Albanii, którego premiera odbyła się 29 kwietnia 2016 roku. Wydawnictwo ukazało się nakładem opolskiej wytwórni płytowej Step Records. Materiał w całości został wyprodukowany przez Rozbójnika Alibabę.
Dotychczas album Ciężki gnój był promowanymi teledyskami powstałymi do utworów: „Riki Tiki”, „Kocham cię robaczku”, „Albańskie kakao”, „Lecimy na koncert”, „After Party”, „Kapitan kox” oraz „Ale tu jebie skunem”.
Album zadebiutował na 2. miejscu polskiej listy sprzedaży OLiS i uzyskał status dwukrotnie platynowej płyty.

## Lista utworów
Źródło.
1. „Kocham cię robaczku” – 3:30
2. „Riki tiki” – 3:30
3. „Albańskie kakao” – 3:45
4. „Lecimy na koncert” – 3:32
5. „After Party” – 3:24
6. „Kapitan kox” – 3:23
7. „Dupy wino kokolino” – 3:45
8. „Wita was król” – 3:30
9. „Albańska królewna” – 3:30
10. „Ale tu jebie skunem” – 3:25
11. „Napad na burdel” – 3:31
12. „Tiri tiri” – 2:22
13. „Wakacyjna miłość” – 3:22